# Barbade aux Jeux du Commonwealth
La Barbade participe aux Jeux du Commonwealth depuis les Jeux de 1954 à Vancouver. Le pays, qui se concentrait initialement sur l'haltérophilie, est aujourd'hui davantage spécialisé en athlétisme. Les Barbadiens ont obtenu à ce jour douze médailles, dont deux en or : dans ces deux disciplines mais aussi en boxe (deux médailles de bronze) et en cyclisme sur piste (la médaille de bronze de Barry Forde en 1998). 

## Médailles
Résultats par Jeux :
| Année | Médaille d'or | Médaille d'argent | Médaille de bronze | Total   |
| ----- | ------------- | ----------------- | ------------------ | ------- |
| 1954  | 0             | 1                 | 0                  | 1       |
| 1958  | 1             | 1                 | 0                  | 2       |
| 1962  | 0             | 0                 | 1                  | 1       |
| 1966  | 0             | 0                 | 1                  | 1       |
| 1970  | 0             | 1                 | 0                  | 1       |
| 1974  | 0             | 0                 | 0                  | 0       |
| 1978  | 0             | 0                 | 0                  | 0       |
| 1982  | 0             | 0                 | 0                  | 0       |
| 1986  | boycott       | boycott           | boycott            | boycott |
| 1990  | 0             | 0                 | 0                  | 0       |
| 1994  | 0             | 0                 | 0                  | 0       |
| 1998  | 1             | 0                 | 2                  | 3       |
| 2002  | 0             | 0                 | 1                  | 1       |
| 2006  | 0             | 0                 | 1                  | 1       |
| 2010  | 0             | 0                 | 0                  | 0       |
| 2014  | 0             | 0                 | 1                  | 1       |
| Total | 2             | 3                 | 7                  | 12      |

Médaillés d'or :
| Nom             | Jeux | Discipline    | Épreuves                | Résultat   |
| --------------- | ---- | ------------- | ----------------------- | ---------- |
| Blair Blenman   | 1958 | Haltérophilie | 75 kg combiné hommes    | 795 livres |
| Andrea Blackett | 1998 | Athlétisme    | 400 mètres haies femmes | 53,91 s    |